# Alexis Bledel
Alexis Bledel, ameriška igralka in manekenka, * 16. september 1981, Houston, Teksas, ZDA.

## Življenjepis

### Zgodnje življenje
Alexis Bledel je bila rojena kot Kimberley Alexis Bledel  v Houstonu, Teksas 16. septembra 1981. Njena mama, Lupe, je Mehičanka angleško-škotsko-francoskih korenin, njen oče, Martin Bledel, pa Argentinec nemško-danskih prednikov. Ima mlajšega brata Erica (1986) in sestro Katherine (1989). Njen prvi jezik je bil španščina, angleščine pa se je začela učiti šele v šoli. Šolala se je na St. Agnes Academy v Houstonu.

### Kariera
Kariero je začela kot fotomodel v letu 1996, vendar jo je prekinila leta 1999.
Leto pozneje je dobila vlogo v nadaljevanki Midve z mamo, kjer je igrala Rory Gilmore, hčer Lorelai Gilmore (igrala jo je Lauren Graham). Med nadaljevanko je igrala tudi v nekaj filmih.
Hodila je s svojim kolegom iz Midve z mamo, Milom Ventimigliem. Zveza se je začela decembra 2002 in končala julija 2006.

### Filmografija
| Leto | Naslov                                    | Vloga           | Ostalo                       |
| ---- | ----------------------------------------- | --------------- | ---------------------------- |
| 2000 | Midve z mamo                              | Rory Gilmore    | 2000–2007, 153 epizod        |
| 2002 | Tuck Everlasting / Podvihana večnost      | Winifred Foster |                              |
| 2004 | DysEnchanted                              | Goldilocks      |                              |
| 2004 | Pride and Prejudice                       | Georgie Darcy   |                              |
| 2005 | Sin City / Mesto greha                    | Becky           |                              |
| 2005 | The Sisterhood of the Traveling Pants     | Lena Kaligaris  |                              |
| 2006 | I'm Reed Fish                             | Kate Peterson   |                              |
| 2006 | Life is Short                             | Charlotte       | Kratek film, tudi produkcija |
| 2008 | The Sisterhood of the Traveling Pants 2   | Lena Kaligaris  |                              |
| 2009 | Urgenca                                   | Dr. Julia Wise  | 1 epizoda                    |
| 2009 | The Good Guy                              | Beth Vest       |                              |
| 2009 | Post Grad                                 | Ryden Malby     |                              |
| 2010 | Sin City 2 / Mesto greha 2                | Becky           | tudi produkcija              |
| 2010 | The Letters / Pisma                       | Janet Treadway  |                              |
| 2010 | The Conspirator/ Zarotnica                | Sarah Weston    |                              |
| 2010 | The Kate Logan Affair / Afera Kate Logan  | Kate Logan      |                              |
| 2010 | Girl Walks into a Bar / Dekle iz gostilne | Kim             |                              |
| 2011 | Violet & Daisy                            | Violet          |                              |
| 2012 | The Brass Teapot / Bakren čajnik          | Payton          |                              |
| 2013 | Remember Sunday / Dekle za spomin         | Molly Branford  |                              |

### Nagrade in nominacije
Nominirana
- (2002) Young Artist Award Best Performance v TV Drama Series: Supporting Young Actress for Midve z mamo.
- (2003) Golden Satellite Award for Best Performance by an Actress in a Series, Comedy or Musical za Best Performance by a Younger Actor za Tuck Everlasting.
- (2004) Teen Choice Awards for Choice TV Actress: Komedija za Midve z mamo.
- (2006) NCLR ALMA Award.

Dobila
- (2001) Young Artist Award Best Performance v TV Drama Series: Leading Young Actress. Midve z mamo.
- (2002) Family Television Award for Actress za Midve z mamo.
- (2005) Teen Choice Award za Choice It Girl.
- (2005) Teen Choice Award za Choice TV Actress Comedy for Midve z mamo.
- (2006) Teen Choice Award za Choice TV Actress Comedy for Midve z mamo.

### Osebno življenje
Bledelova uživa v fotografiranju in branju. Veliko prostega časa nameni tudi prijateljem in družini.